# Estnische Mythologie
Die Estnische Mythologie besteht aus einer Vielzahl von Mythen, die zum Volkserbe der Esten gehören.
Über die echte vorchristliche Mythologie der Esten ist nicht viel bekannt, die Tradition erfolgte ausschließlich mündlich. Systematisch niedergeschrieben wurden die alten Sagen erst ab dem 19. Jahrhundert, als die meisten bereits verschwunden waren.
In den verschiedenen Entwicklungsstadien der estnischen Mythologie spricht man auch von baltisch-finnisch oder sogar finno-ugrischer Mythologie. Die soziale Organisation dieser Stämme war weitgehend gleich; es gab keine organisierte Religion, keine Berufspriester, keine Schrift und natürlich überhaupt keine schriftliche Überlieferung.
Dies wurde von den estnischen und baltisch-deutschen Literaten des 19. Jahrhunderts als Fehler erkannt. Erstere begannen, eine „eigene“ mythologische Basis für eine aufkommende Nation zu schaffen, wobei sie Johann Gottfried Herder im Sinne der nationalen Romantik folgten. Heute ist es schwer zu sagen, wie viel der estnischen Mythologie, die wir heute kennen, eigentlich im 19. und frühen 20. Jahrhundert künstlich geschaffen wurde. Man sollte auch zur Kenntnis nehmen, dass manche der konstruierten Elemente der finnischen Mythologie entliehen sind und auf das gemeinsame baltisch-finnische Erbe zurückgehen könnten.
Endel Nirk sagt: „Die sogenannte Pseudo-Mythologie hat eine größere Rolle in der estnischen Nationalbewegung und dem Leben des Volkes gespielt als für andere Völker deren echte Mythologie.“

## Die ältesten Mythen
Einige Spuren der ältesten echten Mythen könnten in den alten Liedern (Regilaul) überlebt haben. Es gibt Lieder in zahlreiche Variationen über die Geburt der Welt. Das einfachste Lied bemerkt knapp: Ein Vogel legte drei Eier und begann, seine Jungen anzuordnen – eines wurde zur Sonne, eines wurde zum Mond und eines wurde zur Erde. Andere finno-ugrische Völker haben ähnliche Mythen.
Die Welt der alten Esten drehte sich um einen Pfeiler oder um einen Baum, an den der Himmel mit dem Nordstern angenagelt war. Die Milchstraße (estnisch: Linnutee oder Der Weg des Vogels) war ein Zweig des Weltenbaums (Ilmapuu) oder der Weg, auf dem sich Vögel bewegten (und die Seelen der Toten ins Jenseits brachten). Diese Mythen basierten auf schamanistischem Glauben.
In der proto-estnischen Mythologie traten Veränderungen auf, dies als Resultat des Kontakts mit baltischen und deutschen Stämmen oder des Übergangs vom Leben als Jäger und Sammler zum Ackerbau. Personifikationen von Himmelskörpern, Himmels- und Wettergottheiten und Fruchtbarkeitsgötter gewannen an Wichtigkeit in der Welt der Bauern. Es könnte einen Himmels- und Donnergott namens Uku, Ukko oder Vanaisa (Großvater) gegeben haben. Die meisten aufgezeichneten, ihn beschreibenden Legenden und Mythen stammen jedoch wahrscheinlich aus späteren Zeiten und beinhalten christliche und/oder ausländische Einflüsse.
Es wurde unter anderem von Ethnologen und dem ehemaligen Präsidenten Lennart Meri vermutet, dass ein Meteorit, der vor etwa 3000 bis 4000 Jahren dramatisch über bevölkerte Regionen flog und auf der Insel Saaremaa landete, ein umwälzendes Ereignis war, das die Mythologie Estlands und der umliegenden Länder beeinflusst haben könnte, besonders derer, aus deren Blickwinkel im Osten eine „Sonne“ niederzugehen schien. Im finnischen Nationalepos, dem Kalevala, können die Gesänge 47, 48 und 49 als Beschreibungen des Einschlags, des resultierenden Tsunamis und der verheerenden Waldbrände interpretiert werden.
Die estnischen Legenden über Riesen (Kalevipoeg, Suur Tõll, Leiger) könnten eine Spiegelung germanischer (vor allem skandinavischer) Einflüsse sein. Es gibt zahlreiche Legenden, die verschiedene natürliche Objekte als Spuren von Kalevipoegs Taten interpretieren.
Dieser Riese verschmolz mit der Zeit mit dem christlichen Teufel, woraus ein neuer Charakter entstand, nämlich Vanapagan (ein riesiger Dämon, der auf seinem Bauernhof oder Herrensitz lebt und eher dumm als übelwollend ist und von gewitzten Leuten wie seinem Knecht Kaval-Ants (Schlauer Hans) leicht überlistet werden kann).

## Mythische Motive im Volkstum
Andere mythische Motive aus alten estnischen Liedern sind:
- Eine mächtige Eiche wächst in den Himmel, wird dann gefällt und in verschiedene mythische Objekte umgewandelt
- Sonne, Mond und Stern treten als Freier eines jungen Mädchens auf; sie wählt den Stern
- Ein gewitzter Schmied schmiedet eine Frau aus Gold, ist aber nicht fähig, ihr eine Seele oder einen Geist zu geben. Die Erzählung variiert das verbreitete Motiv des Verjüngungsvorgangs und seiner misslingenden Nachahmung.
- Ein heiliger Hain beginnt zu welken, nach dem er von einem Liebespaar entweiht wurde. Nur die Skarifizierung von neun Brüdern reinigt ihn wieder
- Mächtige Helden können einen schrecklichen, riesigen Ochsen nicht töten, doch ein kleiner Bruder schafft es
- Eine Frau wird gezwungen, ihre eigene Tochter zu töten, die dann im Himmel als Luftmädchen lebt
- Ein Mädchen findet einen Fisch und bittet ihren Bruder, diesen zu töten. Im Fisch ist eine Frau
- Junge Mädchen gehen nachts aus und werden von jungen Männern aus dem heiligen Hain (oder dem Land des Todes) verführt, indem diese ihnen Reichtümer anbieten.
- Ein See reist zu einem anderen Platz, nachdem er von einer unbedachten Frau oder einem Inzest begehenden Paar entweiht wurde.

## Künstliche Mythologie
Friedrich Robert Faehlmann und Friedrich Reinhold Kreutzwald erstellten aus zahlreichen prosaischen Volkslegenden und selbst geschriebenen Imitationen von Runenversen das estnische Nationalepos Kalevipoeg. Faehlmann schrieb auch acht fiktionale Mythen, in denen er Elemente der estnischen Folklore (aus den Legenden und Volksliedern) mit finnischer Mythologie (aus Kristfrid Gananders „Mythologica Fennica“) und klassischer griechischer Mythologie mischte. Matthias Johann Eisen war ein weiterer Folklorist und Schriftsteller, der Volkslegenden studierte und sie in eine literarische Form umarbeitete. Viele der zeitgenössischen Wissenschaftler akzeptierten diese Populärmythologie als echte estnische Mythologie.
Die estnische fiktionale Mythologie oder Pseudo-Mythologie beschreibt folgende Götterwelt: Der oberste Gott ist Taara. Er wird in heiligen Eichenwäldern rund um Tartu gefeiert. Eine andere Bezeichnung für Taara ist Uku. Ukus Töchter heißen Linda und Jutta, die Königin der Vögel. Uku hat auch zwei Söhne: Kõu (Donner) und Pikker (Blitz), die das Volk vor Dämonen und Vanatühi beschützen, dem Herrn der Unterwelt. Pikker besitzt ein mächtiges Musikinstrument, das die Dämonen zittern und fliehen lässt und hat eine freche Tochter namens Ilmatütar (Luftmädchen).
In jüngerer Vergangenheit veröffentlichte der bekannte estnische Volksheiler Aleksander Heintalu seine eigene Version der alten estnischen Mythologie, dies in Form des Epos Kuldmamma (Goldene Mama), die die matriarchalische Gesellschaft der alten baltisch-finnischen Stämme fokussiert.

## Estnische mythologische Wesen, Gottheiten und legendäre Helden

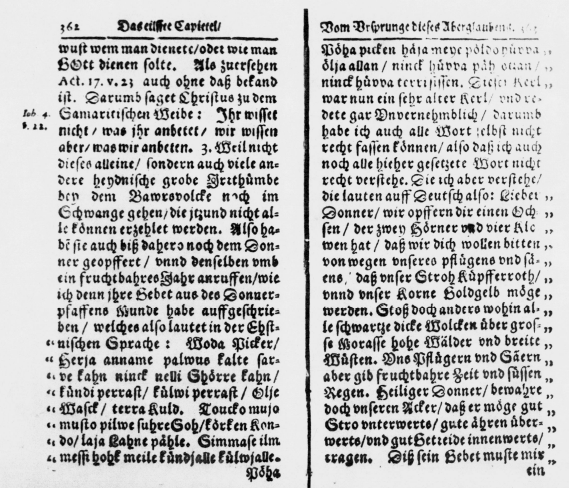
Seite aus Johann Gutslaffs Kurtzer Bericht und Unterricht Von der Falsch-heilig genandten Bäche in Lieffland Wöhhanda (Tartu, 1644) enthält eine Beschwörung des Pikne

- Äiatar – ein weiblicher Dämon, die Tochter des Teufels
- Äike – Donner
- Alevipoeg – Sohn Alevs und ein Freund von Kalevipoeg
- Ebajalg – dämonischer Wirbelwind
- Ehaema – Mutter Zwielicht, nächtlicher Geist oder Elfe, fördert das Spinnen
- Eksitaja – ein böser Geist, der sich Menschen in einem Wald oder in einem Moor verirren lässt (siehe auch Irrlicht)
- Hämarik – Personifikation der Abenddämmerung, ein schönes junges Mädchen
- Hännamees, Kratt, Puuk, Pisuhänd, Tulihänd – ein Dämon, der für seinen Erschaffer oder Besitzer Geld, Nahrung und andere wertvolle Güter stiehlt. Er erscheint in der Form eines Wirbelwindes oder Feuerstrahls
- Härjapõlvlane – Kobold
- Haldjas („die Reglerin“) – Elfe, Fee, Schutzgeist eines Ortes, eines Tieres, einer Person oder einer Pflanze
- Hall – Personifikation der Malaria
- Hiid – ein Riese
- Hiiela – eine jenseitige Welt, das Land des Todes
- Hiieneitsid – Mädchen aus dem Land des Todes
- Hiis – heiliger Hain
- Hingeliblikas – der Geist einer Person in Form einer Motte
- Hingeloom – der Geist einer Person in der Form eines Insekts oder kleinen Tieres
- Hoidja – Schutzgeist
- Ilmatütar, Ilmaneitsi – Luftmädchen, Himmelsmädchen
- Ilmarine, Ilmasepp – ein mystischer Schmied, der neben anderen Dingen auch die Sonne und den Mond fertigte (siehe auch Ilmarinen)
- Ilo – Freude, die Gastgeberin von Festen
- Järvevana – alter, meist böser Mann vom See (siehe auch Ülemiste-See)
- Jumal – Gott
- Jutta – Königin der Vögel, Tochter Taaras
- Juudaline – Dämon, möglicherweise Bezug zu Judas Iskariot
- Kääbas – Grabes- oder Totengeist
- Kaevukoll – Butzemann einer Quelle
- Kaitsja – Schutzgeist
- Kalevipoeg, Kalevine, Sohni, Soini, Osmi – riesiger Held, mythischer ehemaliger König Estlands (siehe auch Kalevipoeg)
- Kalm – Geist eines Grabes oder einer toten Person, Herrscher des Totenlands
- Kalmuneiu – Mädchen des Grabes, ein Mädchen vom Land des Todes
- Kaval-Ants („schlauer/durchtriebener Hans“) – Knecht, der seinen Herrn Vanapagan (den Teufel) mit List betrügt
- Kodukäija – ein ruheloser Geist
- Koerakoonlane – ein dämonischer Krieger mit einer Hundeschnauze
- Koit – Personifikation der Morgendämmerung, ein junger Mann und ewiger Liebhaber von Hämarik
- Koll – Gespenst
- Kolumats – Butzemann
- Kõu – Donner, Sohn Ukus, Bruder Piknes
- Külmking – Geist eines ungeweihten Toten
- Kurat, Kuri, Vanakuri – Teufel (Der Böse)
- Kuu – der Mond
- Lämmeküne – (siehe Lemminkäinen)
- Lapi nõid – Hexe von Lappland
- Leiger („Spieler“) – ein auf der Insel Hiiumaa lebender Riese, Bruder des Suur Tõll
- Lendva – eine von einer bösen Hexe gesandte Krankheit
- Libahunt – Werwolf
- Linda – Mutter Kalevipoegs
- Lummutis – Geist, Wut
- Luupainaja – Inkubus, Albtraum
- Maa-alune – eine unter der Erde lebende und Krankheiten verursachende Kreatur
- Maaema – Mutter Erde
- Maajumalad – Götter der Erde
- Majauss – gezähmte Grasschlange, Schutzgeist
- Mana – ein hypothetischer Herrscher des Todes
- Manala – Land des Todes
- Manalane – Bewohner des Landes des Todes
- Marras – Todesgeist, Todesprophet
- Mereveised – Seekuh
- Metsaema – Mutter des Waldes
- Metsavana – alter Mann des Waldes
- Metsik – ein Fruchtbarkeitsgott
- Mumm – Gespenst, Monster, Geist
- Murueide Tütred – Töchter Murueits, schöne Mädchen
- Murueit – ein weiblicher Wald- und Erdgeist mit Verbindung zum Land des Todes
- Näkk – Meerjungfrau
- Nõid – Hexe
- Olevipoeg – der Nachfolger Kalevipoegs, Stadtbauer, Bezug zu Olav dem Heiligen
- Päike – Sonne
- Painaja – Albtraum, Inkubus
- Pakane – Frost
- Pardiajaja – halbdämonischer Krieger
- Peko – vor allem bei den Setukesen Gott der Fruchtbarkeit und des (Bier-)Brauens
- Pell – ein Fruchtbarkeitsgott
- Peninukk – halbdämonischer Kämpfer
- Penn
- Peremees – Meister
- Pikne, Pikker – Blitz, „Der Lange“, Sohn Ukus
- Piret – Frau des Suur Tõll
- Põrguneitsi – Jungfrau der Hölle
- Rongo
- Rõugutaja – eine weibliche Gottheit und Patronin des Roggens, der arbeitenden Frauen und der Stadt Narva
- Rukkihunt
- Salme
- Sarvik – gehörnter Dämon, ein Teufel
- Sulevipoeg – Sulevs Sohn, Freund Kalevipoegs
- Surm – Tod
- Suur Tõll – riesenhafter Held, der auf Saaremaa lebt
- Taara – der oberste Gott der estnischen Pseudomythologie
- Taarapita, Tarapita, Tharapita – hypothetischer Kriegsgott der Bewohner Saaremaas
- Täht – Stern
- Taevataat – Gott, wörtlich „Himmelsgreis“
- Tallaja
- Tige – Personifikation des Zorns
- Tikutaja
- Tõll
- Tont – Geist
- Toonela – Land des Todes (siehe auch Tuonela)
- Tooni – Beherrscher und Gott des Todes
- Toor, Tooru – eine im westlichen Estland bekannte Gottheit, die großteils mit dem skandinavischen Gott Thor übereinstimmt
- Tulbigas
- Turis
- Tuule-Ema – Mutter Wind
- Tuuleisa – Vater Wind
- Tuulispea – Wirbelwind
- Tuuslar – ein in Finnland lebender Hexer
- Udres-Kudres – Sklave, genannt „Sohn der Sonne“, Held verschiedener Volkslieder
- Uku – oberster Gott, auch Taara
- Vanaisa – Großvater
- Vanatühi („Der Alte Leere“), Vanapagan („Alter Heide“) – der Teufel, dargestellt als riesiger, dummer Bauer
- Vanemuine – der Gott der Lieder
- Varavedaja
- Varjuline
- Veehaldjas – Geist des Wassers, Weber der Quelle Ahjualune
- Veteema – Mutter der Wasser
- Vetevana – Wassergeist
- Vihelik
- Vilbus
- Virmalised – Nordlichter
- Viruskundra

### Als Götter interpretierte christliche Heilige
- Jüri (St. Georg) – Gott der Landwirtschaft
- Laurits (St. Laurentius) – Gott des Feuers
- Mart (St. Martin) – Gott der Fruchtbarkeit
- Tõnn (St. Antonius) – Fruchtbarkeitsgott, Gott der Pflanzen und der Schweinehaltung

## Mythische und magische Artefakte
- Das Weiße Schiff (valge laev) – mythisches Schiff, das Freiheit bringt oder Menschen in ein besseres Land mitnimmt. Dieser Mythos wurde um 1860 geboren, als sich eine von Juhan Leinberg (auch bekannt als Prophet Maltsvet) geführte Sekte nahe Tallinns versammelte, um auf das Schiff zu warten, das sie mitnehmen sollte.
- Hut aus Fingernägeln (küüntest kübar) – Lässt den Träger (meistens Vanatühi) unsichtbar erscheinen.
- Fäustlinge (kirikindad) – man glaubte, Fäustlinge hätten Schutz- oder magische Kräfte, vor allem kirchliche oder Matrosenfäustlinge. Sie waren bzw. sind mit speziellen geometrischen Mustern und schmalen roten Streifen verziert. Sie haben viel Geflüster und Zauber in sich, weil der Hersteller sang, während er das Garn einfärbte und strickte.
- Bänder (kirivöö) – Die Bänder hatten die ältesten und magischsten Muster aller Handwerksarbeiten. Rote gewebte Bänder und Schnüre waren eine gebräuchliche Opfergabe, wobei sie an die Äste der heiligen Bäume gebunden wurden. Ein Band wurde um kranke Teile des Körpers gebunden und schützten und stärkten den Träger, wenn sie eng um den Bauch getragen wurden.
- Heilige Steine – Die letzte Eiszeit hinterließ viele große Steine (Findlinge) in Estland. Viele von ihnen wurden für heilig gehalten, und die Menschen kamen, um Silber, Blut, rote Bänder und Münzen zu opfern und um Wohlfahrt und Erfolg zu bitten. Oft fanden sich kleine Löcher in ihnen, wovon manche wahrscheinlich für die Opfergaben waren. Dennoch ist die Funktion der Löcher immer noch umstritten. Laut dem Astronomen Heino Eelsalu könnten sie eine kalendarische Funktion gehabt haben.
- Reisende Wälder – Wenn die Menschen an einem Ort gemein, gierig und grausam sind, verlassen die Wälder diesen Ort. Die meisten Geschichten über reisende Wälder finden sich in den Küstengebieten Estlands.